# CRO Race
A CRO Race, anteriormente conhecida como Tour da Croácia, é uma carreira ciclista profissional por etapas disputada na Croácia.
A carreira criou-se em 1994 e desde a sua criação e até 1999 foi uma concorrência de categoria amador. No ano 2000 a carreira converteu-se numa prova profissional em categoria 2.5 e assim mesmo manteve esta categoria no ano 2001. Desde o ano 2002 ao ano 2006 não se realizou a prova à excepção de uma carreira em 2003 de categoria júnior na que se impôs o ciclista esloveno Grega Bole.
Em 2007 realizou-se uma nova edição, desta vez como carreira de categoria 2.2, depois da qual não voltar-se-ia a realizar a prova durante 7 anos entre 2008 e 2014. No ano 2015, regressou como parte do UCI Europe Tour como carreira de categoria 2.1, para ascender no ano 2018 a categoria 2.hc (máxima categoria dos circuitos continentais). Em 2019 regressou à categoria 2.1 bem como a mudança de nome e de datas, passando a disputar no mês de outubro.

## Palmarés
| Ano                                | Vencedor            | Segundo              | Terceiro            |
| ---------------------------------- | ------------------- | -------------------- | ------------------- |
| edições amador                     |                     |                      |                     |
| 1994                               | Veceslav Orel       |                      |                     |
| 1995                               | Iztok Melanšek      |                      |                     |
| 1996                               | Sandi Papež         |                      |                     |
| 1997                               | Andrey Mizourov     |                      |                     |
| 1998                               | Vladimir Miholjević | Bogdan Ravbar        | Robert Bartko       |
| 1999                               | Gregor Tekavec      | Hrvoje Bosnjak       | Joachim Ladler      |
| edições profissionais              |                     |                      |                     |
| 2000                               | Martin Derganc      | Igor Kranjec         | Vladimir Miholjević |
| 2001                               | Simone Mori         | Michael Rasmussen    | Hrvoje Miholjević   |
| 2002 - 2006 edições não realizadas |                     |                      |                     |
| 2007                               | Radoslav Rogina     | Matej Stare          | Mitja Mahorič       |
| 2008 - 2014 edições não realizadas |                     |                      |                     |
| 2015                               | Maciej Paterski     | Primož Roglič        | Sylwester Szmyd     |
| 2016                               | Matija Kvasina      | Jesper Hansen        | Víctor de la Parte  |
| 2017                               | Vincenzo Nibali     | Jaime Rosón          | Jan Hirt            |
| 2018                               | Kanstantsin Sivtsov | Pieter Weening       | Yevgeniy Gidich     |
| 2019                               | Adam Yates          | Davide Villella      | Víctor de la Parte  |
| 2021                               | Stephen Williams    | Markus Hoelgaard     | Mick van Dijke      |
| 2022                               | Matej Mohorič       | Jonas Vingegaard     | Oscar Onley         |
| 2023                               | Orluis Aular        | Alexander Kristoff   | Ethan Hayter        |
| 2024                               | Brandon McNulty     | Tobias Lund Andresen | Fred Wright         |
| 2025                               |                     |                      |                     |

Nota: Na edição de 2017 foi inicialmente segundo Jaime Rosón mas foi despojado de dita posição depois de ter sido sancionado por dopagem em fevereiro de 2019 implicando a suspensão dos seus resultados desde janeiro de 2017 até junho de 2018.

## Palmarés por países
| País         | Vitórias |
| ------------ | -------- |
| Croácia      | 4        |
| Eslovênia    | 3        |
| Itália       | 2        |
| Moldávia     | 1        |
| Cazaquistão  | 1        |
| Polónia      | 1        |
| Bielorrússia | 1        |
| Reino Unido  | 1        |